# Clare Francis
Clare Francis (née le 17 avril 1946) est une navigatrice et autrice britannique.

## Biographie
Clare Francis apprend à naviguer lors de séjours sur l’île de Wight, en vacances. Elle étudie à la Royal Ballet School puis à l’University College de Londres où elle obtient un diplôme en économie.

### Carrière en voile
Six ans après son entrée dans la vie active, elle achète un bateau de 32 pieds avec lequel elle traverse l’Atlantique en solitaire en 37 jours. À partir de 1974, elle participe à des régates, dont la Course de l’Aurore en 1975 (qu’elle finit 5e avec une victoire d’étape) et 1976, et la Transat anglaise en 1976 : seule femme à finir, elle améliore le record féminin de la traversée en 29 jours,. L’année suivante, elle prend le départ de la Whitbread Round the World Race et devient la première femme à y participer en tant que skipper d’un équipage ; elle termine 5e.

### Carrière littéraire
Elle publie plusieurs livres tirés de ses aventures, dont Come Hell or High Water, qui relate son parcours transatlantique en 1976.
Clare Francis écrit également plusieurs romans à partir des années 80 : Night Sky (1983), Red Crystal (1985), Wolf Winter (1987)…

## Vie personnelle
Clare Francis épouse Jacques Redon, instituteur et également navigateur, en 1977 ; ils ont un enfant.

## Distinctions
- Membre de l’ordre de l’Empire britannique[1]